# Bogomilafallen

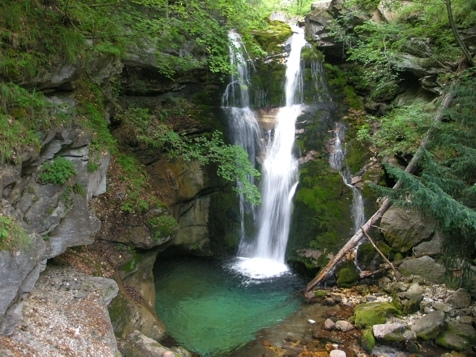
Bogomilafallen

Bogomilafallen ligger norr om orten Bogomila i kommunen Čaška i republiken Nordmakedonien. Fallen bildas av floden Babuna. Bogomilafallen är belägna vid berget Babuna.